# The 1985
The 1985 là một ban nhạc noise rock, tồn tại từ năm 1996 đến năm 2000. Họ đã phát hành hai LP, "Nerve Eighty" thông qua Progeria Records, "Obscured by Pink Clouds" thông qua Carbon Records, và một số đĩa đơn bao gồm cả bản phát hành cuối cùng thông qua Monoton Studio.
Các thành viên đã tiếp tục tạo ra những trào lưu nhỏ và thành lập nên ban nhạc Zombi.

## Thành viên
- Dan Tomko
- Jeff Schreckengost
- J Vernet
- John Roman
- AE Paterra